# Néguac
Néguac (prononciation : /ne.gu.ak/ ou /ni.ga.wek/) (Neguac en anglais, Annikeooek en micmac), ou Nigaouec, est un Village du comté de Northumberland, dans le nord-est du Nouveau-Brunswick, au Canada.

## Toponymie
Néguac est la francisation de Annikeooek, un mot en langue micmaque. Ceux-ci ne s'entendent pas sur sa signification et Silas Rand, spécialiste des toponymes micmacs, considère qu'il signifie mal situé mais W.F. Ganong croit plutôt que ce nom fait référence au bras de mer derrière l'île au Foin. Ce nom, toujours utilisé par les Amérindiens, se prononce a-ne-ké-wé-ok. Il s'épelle officiellement Neguac mais la population utilise majoritairement l'orthographe française, Néguac. Le village a été proclamé « Capitale des Savoie », en reconnaissance de l’une de ses familles fondatrices.

## Géographie

### Situation
Néguac est situé à 45 kilomètres de route au nord-est de Miramichi. Il est généralement considéré comme faisant partie de la Péninsule acadienne bien qu'il soit lié administrativement et économiquement à la vallée de la rivière Miramichi. Le village a une superficie de 26,69 km2.
Le village est situé sur la rive nord de la baie de Néguac qui est en fait un bras de la rivière Miramichi, situé plus à l'ouest. La baie est séparée du golfe du Saint-Laurent, à l'est, par une dune, la plage de Néguac. Les principaux cours d'eau sont, d'est en ouest, le ruisseau McNights (9 km) et la rivière des Caches (15 km). Tous deux se jettent dans la baie et comptent plusieurs affluents. Il y a aussi quelques étangs. Il y a des marécages et des tourbières, en général le long du rivage. Les principales sont les Terres Noires, à l'est. L'île aux Foins est située au sud-est du village. Le relief est constitué d'une plaine au nord, culminant à environ 45 mètres d'altitude. Les terres descendent ensuite en pente douce jusqu'au rivage. La vallée de la rivière des Caches est assez abrupte.
Néguac est limitrophe de Burnt Church à l'ouest, de Fair Isle au nord et de Tabusintac au nord-est.
Néguac est généralement considérée comme faisant partie de l'Acadie.

### Morphologie urbaine
La plupart des habitations sont construites le long du segment de la route 11 qui relie Tracadie-Sheila, à une trentaine de km au nord, à Miramichi, située à 44 km au sud.
Le quartier de Rivière-des-Caches est situé à la limite ouest. Il est en fait situé à cheval entre Burnt Church et Néguac et s'étend sur deux kilomètres le long de la route 11 jusqu'à la rivière des Caches. C'est un quartier mixte, comptant surtout des résidences mais aussi quelques fermes et commerces. À l'est, Haut-Néguac s'étend sur près de deux kilomètres. Ce dernier est un aussi mixte et est généralement confondu avec Néguac. Néguac à proprement parler s'étend sur environ deux kilomètres et comprend la plupart des commerces et institutions. Il y a ensuite Bas-Néguac sur près de deux kilomètres. C'est un quartier mixte, comptant quelques institutions dont l'hôtel de ville, ainsi que des commerces. Il y a finalement Village-Comeau sur près de trois kilomètres, toujours le long de la route 11.

### Géologie
Le sous-sol de Néguac est composé principalement de roches sédimentaires du groupe de Pictou datant du Pennsylvanien (entre 300 et 311 millions d'années).

### Faune et flore
Des récifs artificiels destinés aux homards sont installés au large de Néguac en 2004. Selon les biologistes de Pêches et Océans Canada, ce projet est une réussite.

### Logement
(septembre 2024).
Le village comptait 721 logements privés en 2006, dont 655 occupés par des résidents habituels. Parmi ces logements, 82,4 % sont individuels, 6,9 % sont jumelés, 3,1 % sont en rangée, 1,5 % sont des appartements ou duplex et 1,5 % sont des immeubles de moins de cinq étages. Enfin, 4,6 % des logements entrent dans la catégorie autres, tels que les maisons-mobiles. 79,4 % des logements sont possédés alors que 20,6 % sont loués. 67,2 % ont été construits avant 1986 et 3,1 % ont besoin de réparations majeures. Les logements comptent en moyenne 6,7 pièces et 0,0 % des logements comptent plus d'une personne habitant par pièce. Les logements possédés ont une valeur moyenne de 91 676 $, comparativement à 119 549 $ pour la province.

## Histoire
Royaume de France (1757-1763)

 Royaume de Grande-Bretagne (1763-1801)

 Royaume-Uni de Grande-Bretagne et d'Irlande (1801-1867)

Néguac est situé dans le territoire historique des Micmacs, plus précisément dans le district de Sigenigteoag, qui comprend l'actuelle côte Est du Nouveau-Brunswick, jusqu'à la baie de Fundy. Les Micmacs pratiquent le commerce de fourrures avec les Français à partir du XVIIe siècle.
Néguac est fondé par des familles acadiennes fuyant la Déportation des Acadiens, les premiers étant Jean Savoie et Anne Landry, ainsi que leurs enfants. Ils avaient passé l'hiver de 1756 à 1757 à Miramichi, où de nombreuses personnes étaient mortes de froid et de maladies. Gamaliel Smethurst note d'ailleurs la présence de réfugiés à cet endroit en 1761 mais il décrit le village sous le nom de Merrimichi.
Le quartier de Rivière-des-Caches est fondé vers 1761. Selon la tradition orale, le premier établissement n'est que temporaire et Néguac se développe réellement par l'établissement de Pierre Loubère en 1765. Cet établissement fut vendu à Otho Robichaud en 1781. Par la suite, il y eut la création de la nouvelle province du Nouveau-Bruswick en 1784. Peu après, en 1786, une requête fut faite auprès de la province par les premières familles installées passiblement[pas clair] depuis 17 ans afin qu'elles deviennent propriétaires de lots. Cette requête fut acceptée. Le Haut-Néguac et le Bas-Néguac prirent naissance. Plus tard, quelques colons de la Miramichi et d'autres régions se joignent aux Acadiens.
En 1825, Néguac est touché par les Grands feux de la Miramichi, qui dévastent entre 10 000 km2 et 20 000 km2 dans le centre et le nord-est de la province et tuent en tout plus de 280 personnes,.
Le bureau de poste de Néguac est fondé en 1857. Le bureau de poste de Rivière-des-Caches et ouvert en 1878 et reste en service jusqu'en 1970. Haut-Néguac compte un bureau de poste entre 1897 et 1901. Un autre bureau est ouvert à Bas-Néguac est ouvert en 1901 mais fermé quelques années plus tard. Le bureau de poste de Village-Comeau est ouvert en 1953 et fermé en 1961.
La Caisse populaire de Néguac est fondée en 1939.
Le village est constitué en municipalité le 23 avril 1967.
Le 26 mai 1982, un feu de forêt détruit quatre maisons et menace de détruire le village.
Le Centre La Fontaine est inauguré en 1993.
Néguac est l'une des localités organisatrices du IVe Congrès mondial acadien, en 2009.
Lors de la réforme municipale du 1er janvier 2023, la municipalité conserve ses limites.

## Démographie
(septembre 2024).
| 1981  | 1986  | 1991  | 1996  | 2001  | 2006  | 2011  | 2016  |
| ----- | ----- | ----- | ----- | ----- | ----- | ----- | ----- |
| 1 755 | 1 754 | 1 745 | 1 735 | 1 697 | 1 623 | 1 678 | 1 684 |

| Évolution des langues maternelles (en %) | Légende                                                         |
| ---------------------------------------- | --------------------------------------------------------------- |
|                                          | - Français - Anglais - Anglais et français - Autre(s) langue(s) |
| Sources,:                                |                                                                 |

## Administration
(août 2023).

### Conseil municipal
Le conseil municipal est formé d'un maire et de cinq conseillers généraux.
Lors de l'élection du 12 mai 2008, tous les membres du conseil sont élus par acclamations mais un siège est laissé vacant, faute de candidats. Le conseiller Michel Breau est toutefois élu lors d'une élection partielle tenue le 23 juin 2008. La conseillère Gisèle S. Breau est quant à elle élue dans une autre élection partielle tenue le 11 mai 2009. Le conseil municipal actuel est élu lors de l'élection quadriennale du 14 mai 2012.
| Période                                  | Période  | Identité             | Étiquette | Qualité |
| ---------------------------------------- | -------- | -------------------- | --------- | ------- |
| 1967                                     | 1970     | J. Homère Robichaud  |           |         |
| 1974                                     | 1977     | Georges Savoie       |           |         |
| 1977                                     | 1980     | Norbert Allain       |           |         |
| 1980                                     | 1983     | Zoël A. Breau        |           |         |
| 1980                                     | 1981     | Zoel Breau           |           |         |
| 1981                                     | 1983     | Claude Breau         |           |         |
| 1983                                     | 1989     | Emilien LeBreton     |           |         |
| 1989                                     | 1992     | Léo Comeau           |           |         |
| 1992                                     | 1995     | Léandre Rousselle    |           |         |
| 2012                                     | en cours | Georges Rhéal Savoie |           |         |
| Les données manquantes sont à compléter. |          |                      |           |         |

### Représentation et tendances politiques
Néguac est membre de l'Association francophone des 
municipalités du Nouveau-Brunswick.
 Nouveau-Brunswick: Néguac fait partie de la circonscription provinciale de Baie-de-Miramichi—Neguac, qui est représentée à l'Assemblée législative du Nouveau-Brunswick par Lisa Harris, du Parti progressiste-conservateur. Elle fut élue en 2014.
 Canada: Néguac fait partie de la circonscription électorale fédérale de Miramichi, qui est représentée à la Chambre des communes du Canada par Tilly O'Neill-Gordon, du Parti conservateur. Elle fut élue lors de la 40e élection fédérale, en 2008.

## Économie
(septembre 2024).
L'agence de développement économique communautaire Entreprise Péninsule est responsable du développement économique de Néguac.
L'économie de Néguac est depuis toujours basée sur la pêche et la transformation du poisson, principalement du homard et des huîtres. Il y a trois usines de transformation de poissons, d'huîtres et d'autres aliments. Il y a aussi trois usines fabricant des cages de homard, du béton et des couronnes de l'Avent. La municipalité développe actuellement un parc industriel. L'exploitation forestière et l'agriculture ont décliné.
Néguac dispose d'une variété de commerces, dont 6 restaurants ainsi que deux terrains de camping, deux motels et un gîte. Le siège social de la Caisse populaire de Néguac, membre des Caisses populaires acadiennes, est situé au village, l'autre succursale étant à Brantville.

## Vivre à Néguac

### Éducation
L'école locale, le Centre scolaire-communautaire La Fontaine, accueille les élèves de la maternelle à la 12e année. C'est une école publique francophone faisant partie du sous-district 9 du district scolaire Francophone Nord-Est. En 2005-2006, l'école possède un effectif de 568 élèves.

### Sport
Les différentes associations sportives de Néguac sont regroupées dans l'Association des Loisirs Saint-Bernard inc. Le village compte 2 terrains de baseball, 1 terrain de planche à roulettes, 1 terrain de volleyball, 1 terrain de soccer, un court de tennis, 1 piste d'athlétisme, 1 sentier, des terrains de jeux et un aréna.

### Autres services publics
Il y a un port à Bas-Néguac. Un bureau de conservation et protection de Pêches et Océans Canada est d'ailleurs situé dans ce quartier.
Il y a un centre de santé, une caserne de pompiers, un poste d'Ambulance Nouveau-Brunswick et un poste de la Gendarmerie royale du Canada. Ce dernier dépend du district 8, dont le bureau principal est situé à Tracadie-Sheila.
Néguac dispose aussi d'un bureau de poste. Le bureau de Services Nouveau-Brunswick ouvert cinq jours par semaine au 430, rue principale. Il abrite aussi des services d'autres ministères ainsi que Service Canada le mardi.
Les francophones bénéficient du quotidien L'Acadie nouvelle, publié à Caraquet, ainsi que de l'hebdomadaire L'Étoile, de Dieppe. Les anglophones bénéficient quant à eux du quotidien Telegraph-Journal, publié à Saint-Jean et de l'hebdomadaire Miramichi Leader, publié à Miramichi.

### Religion
L'église Saint-Bernard est une église catholique romaine faisant partie du diocèse de Bathurst. La prière n'est plus récitée au conseil municipal.

## Culture

### Langues
Selon la Loi sur les langues officielles, Néguac est officiellement francophone puisque moins de 20 % de la population parle l'anglais.

### Personnalités
- David Allain (1870-19??), marchand, fermier et homme politique, né à Néguac ;
- Jacques Allain, dit Presidius of Mary (1847-1901), instituteur et frère des écoles chrétiennes ;
- William Allain (1865-19??), enseignant et homme politique, né à Néguac ;
- Clarence Comeau, poète et dramaturge ;
- Paul Duffie (1951-), avocat et homme politique, né à Néguac ;
- Bernard Legresley (1940 -), homme d'affaires et homme politique, né à Néguac ;
- Carmel Robichaud, députée à l'Assemblée législative du Nouveau-Brunswick de 2003 à 2010 ;
- Otho Robichaux (1832-1905), fermier, marchand, juge de paix, officier de milice et fonctionnaire, mort à Néguac ;
- Joseph Luc Alfred Savoie (1924-1969), chirurgien dentaire et homme politique, né à Néguac ;
- Adélard Savoie (1922-2004), avocat et un professeur canadien ;
- Romain Savoie (1847-1914), fonctionnaire, juge de paix et homme politique, né et mort à Néguac.

### Architecture et monuments
Le Monument des Savoie, inauguré en 1988, commémore la proclamation du titre de capitale des Savoie la même année.
La maison Otho-Robichaud est un site historique provincial depuis 1994. Construite en 1795, elle serait la plus vieille maison acadienne du Nouveau-Brunswick.

### Traditions et folklore
Le festival Rendez-vous est organisé au mois de juillet. Il inclut des activités culturelles et sportives. La fête nationale de l'Acadie est célébrée le 15 août. Le festival provincial de la citrouille a lieu en septembre. Une cérémonie d'illumination d'un arbre de Noël a lieu chaque année.

### Arts
Le village dispose d'une salle multifonctionnelle construite récemment. Le Théâtre Richard-Denys accueille des productions locales et quelques tournées d'artistes établis.

### Néguac dans la culture
Néguac fait l'objet d'un poème dans le recueil de poésie La terre tressée, de Claude Le Bouthillier. La municipalité fait aussi l'objet de la chanson « Neguac and back » des Hay Babies.